# Herman Jansson
Gustaf Herman Jansson, född 10 april 1887 i Söndrums socken, död 3 maj 1957 i Västerleds församling i Stockholm, var en svensk väg- och vattenbyggare.
Herman Jansson var son till förvaltaren Gustaf Jansson. Efter mogenhetsexamen i Halmstad 1905 utexaminerades han från Tekniska högskolan 1909. År 1909 inträdde Jansson i Väg- och vattenbyggnadskåren och avancerade där 1936 till major. Han var verksam som ingenjör vid Trollhätte kanals ombyggnad 1909–1917, vid Trollhätte kraftverks byggnad samt som arbetschef vid Södertälje kanals ombyggnad 1919–1926 och 1928–1929 hos Vattenfallsstyrelsen. Han deltog vid flera betydande byggprojekt i Stockholm, var vid Stockholms stads hamnbyggnadsavdelning byråingenjör vid Hammarbyledens nybyggnad 1917–1919 och arbetschef vid Slussens om- och nybyggnad 1926–1928 samt medverkade som ingenjör vid uppförandet av Riksbron och Västerbron 1930. 1931–1933 var Jansson tillförordnad överingenjör vid Stockholms hamnstyrelse, och från 1933 överingenjör och hamnbyggnadschef där. Under hans ledning byggdes 1941–1942 en damm vid Riksbron, varigenom vattenståndet i Mälaren kunde regleras. Han företog studieresor inom Europa och till USA. Bland skrifter av Jansson märks kapitlet Slussar, lutande plan och lyftverk i Uppfinningarnas bok (1931). Jansson är begravd på Söndrums kyrkogård.